# Glaucoma giovanile
Si definisce glaucoma giovanile una forma di glaucoma ad insorgenza precoce (tra i 5 ed i 35 anni).
Solitamente, a differenza delle altre forme di glaucoma, essa si manifesta con un esordio alla medesima età in membri della stessa famiglia ed è associata frequentemente a miopia degenerativa.